# Milton Cruz
Milton da Cruz (Cubatão, 1 augustus 1957) is een Braziliaans voormalig voetballer die als aanvaller speelde.

## Clubcarrière
Cruz begon zijn carrière in 1977 bij São Paulo FC. Cruz speelde tussen 1980 en 1983 voor Estudiantes Tecos (Mexico) en Nacional (Uruguay). In 1983 keerde hij terug naar Brazilië om te spelen voor SC Internacional. Cruz speelde voor verschillende clubs in Brazilië, Japan en Verenigde Staten. Cruz beëindigde zijn spelersloopbaan in 1993.

## Interlandcarrière
Cruz nam met het Braziliaans voetbalelftal deel aan de Olympische Zomerspelen 1984.